# 머라이어 부졸린
머라이어 부졸린(포르투갈어: Mariah Buzolin, 1991년 2월 3일 ~ )은 브라질의 배우이다.